# Bandera de Camerún
La bandera nacional de Camerún (drapeau national du Cameroun) se adoptó en su forma actual el 20 de mayo de 1975, tras la constitución de Camerún como estado unitario. Es una bandera tricolor vertical de colores verde, rojo y amarillo, con una estrella amarilla de cinco puntas en el centro.  El tamaño de la estrella central varía considerablemente, aunque siempre se encuentra dentro de la franja interior.
Antes, el país tuvo varias banderas diferentes. En primer lugar, se identificó con los símbolos coloniales alemanes. Posteriormente, la colonia se dividió entre el dominio francés y el británico, y por eso tuvo ambos símbolos coloniales.

## Descripción
El esquema de colores utiliza los colores panafricanos tradicionales (Camerún fue el segundo estado en adoptarlos). Se cree que la franja central representa la unidad: el rojo es el color de la unidad, y la estrella se conoce como "la estrella de la unidad". El amarillo representa el sol y también las sabanas del norte del país, mientras que el verde representa los bosques del sur de Camerún.
La bandera anterior de Camerún, utilizada entre 1961 y 1975, tenía un esquema de colores similar, pero con dos estrellas doradas (más oscuras que la tercera franja, en comparación) en la mitad superior del verde. Se adoptó tras la unión de los Cameruneses Australes Británicos con la República de Camerún para crear la República Federal de Camerún.  Las dos estrellas representaban los dos componentes de la federación: Camerún Oriental y Camerún Occidental .
La bandera original del Estado de Camerún y de la República de Camerún, promulgada mediante la Ley n.º 46 del 26 de octubre de 1957, era la tricolor simple. Fue confirmada el 21 de febrero de 1960 en la nueva Constitución.
La bandera actual fue adoptada finalmente el 20 de mayo de 1975, fecha en la que Camerún se convirtió en un Estado unitario.

## [4]Historia de la bandera
Aunque los portugueses descubrieron el país, los primeros en establecer un régimen colonial fueron los alemanes, en 1884.
Después de la derrota alemana en la Primera Guerra Mundial, el país europeo perdió todas sus colonias en África. Gran Bretaña y Francia pasaron al dominio.

## Banderas y enseñas militares
Las banderas y enseñas militares de Camerún siguen la práctica británica con diseños diferentes.

## Banderas históricas

Bandera del Kamerun colonial alemán  (1884-1919)
Bandera del Camerún alemán En 1914, el Imperio Alemán creó banderas que distinguieran a cada una de sus colonias. En Kamerun, el elefante fue su símbolo distintivo. Nunca se usó.
Bandera del Camerún francés (1918-1960)
Bandera del Camerún británico (1922-1961)
Bandera de Camerún (1957-1961)
Bandera de Camerún (1961-1975)